# Административное деление царства Польского

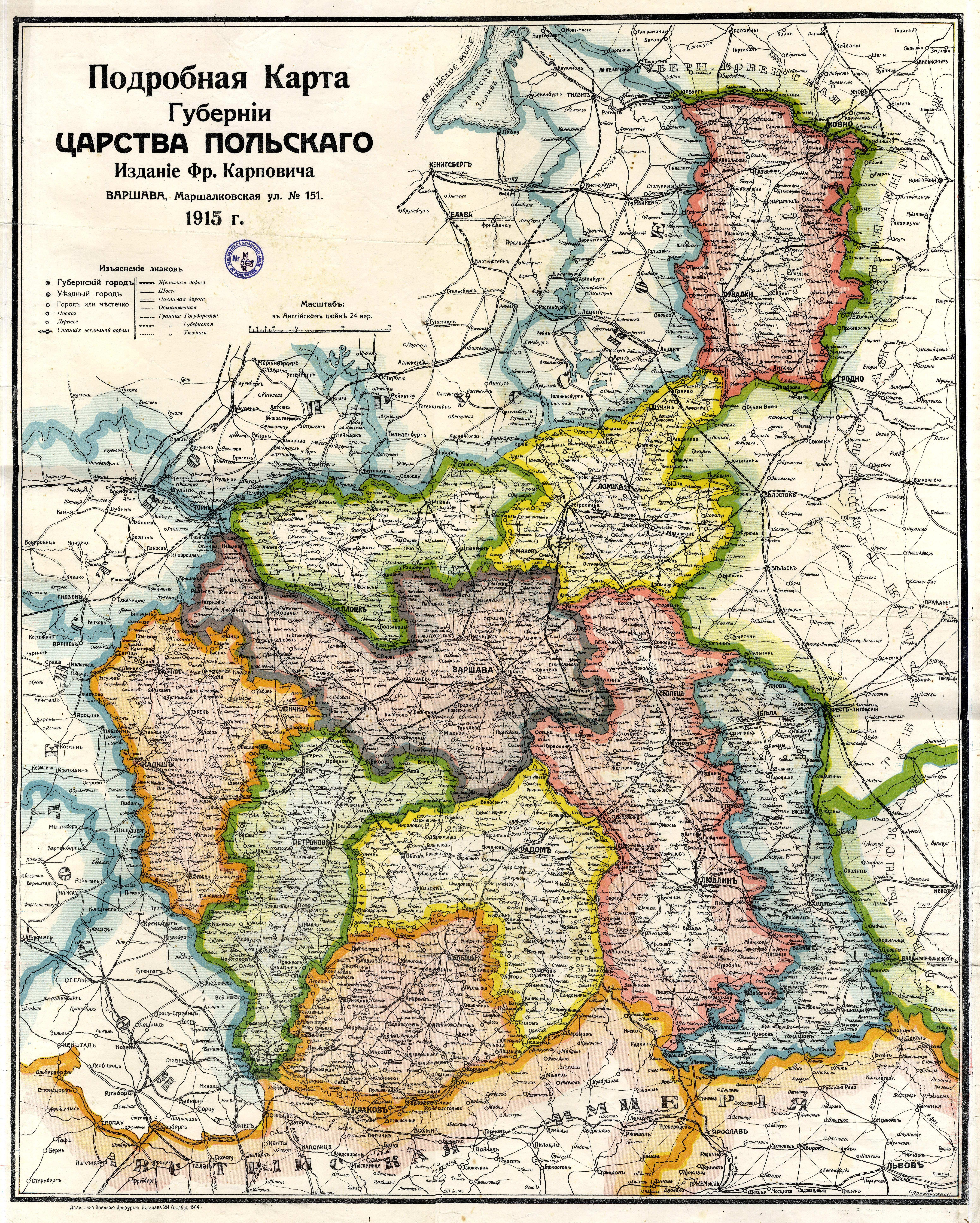
Административное деление Царства Польского в составе Российской империи. 1915

Административное деление царства Польского менялось с течением времени. Сразу после его создания в 1815 году, территория была поделена на департаменты, те же самые что составляли герцогство Варшавское. В 1816 году административные единицы были преобразованы в воеводства, обводы и повяты. После ноябрьского восстания в 1837 году царство Польское было лишено особого статуса и поделено на губернии. В дальнейшем глобальных преобразований в сфере административного деления не было.

## 1816
В 1816 году административное деление герцогства Варшавского было преобразовано в более традиционное для Польши.
Создано 8 воеводств:
- Августовское воеводство (центр — Сувалки)
- Калишское воеводство (центр — Калиш)
- Краковское воеводство (Краков не входил в воеводство).
- Люблинское воеводство
- Мазовецкое воеводство (центр — Варшава)
- Плоцкое воеводство
- Подляское воеводство (центр — Седльце)
- Сандомирское воеводство (центр — Радом)

## 1837
7 марта 1837 года воеводства были преобразованы в губернии на манер остальной России.
Теперь административное деление Польского царства выглядит так:
- Августовская губерния (со столицей в Ломже)
- Калишская губерния (со столицей в Калише)
- Краковская губерния (со столицей в Кельце)
- Люблинская губерния (со столицей в Люблине)
- Мазовецкая губерния (со столицей в Варшаве)
- Плоцкая губерния (со столицей в Плоцке)
- Подлясская губерния (со столицей в Седльце)
- Сандомирская губерния (со столицей в Радоме)

## 1844

В 1863 году

В 1844 году несколько губернии были объединены, а несколько переименованы. В результате осталось 5 губерний:
| Губерния              | Название на польском | Центр   |
| --------------------- | -------------------- | ------- |
| Варшавская губерния   | Gubernia warszawska  | Варшава |
| Августовская губерния | Gubernia augustowska | Сувалки |
| Люблинская губерния   | Gubernia lubelska    | Люблин  |
| Плоцкая губерния      | Gubernia płocka      | Плоцк   |
| Радомская губерния    | Gubernia radomska    | Радом   |

## 1867

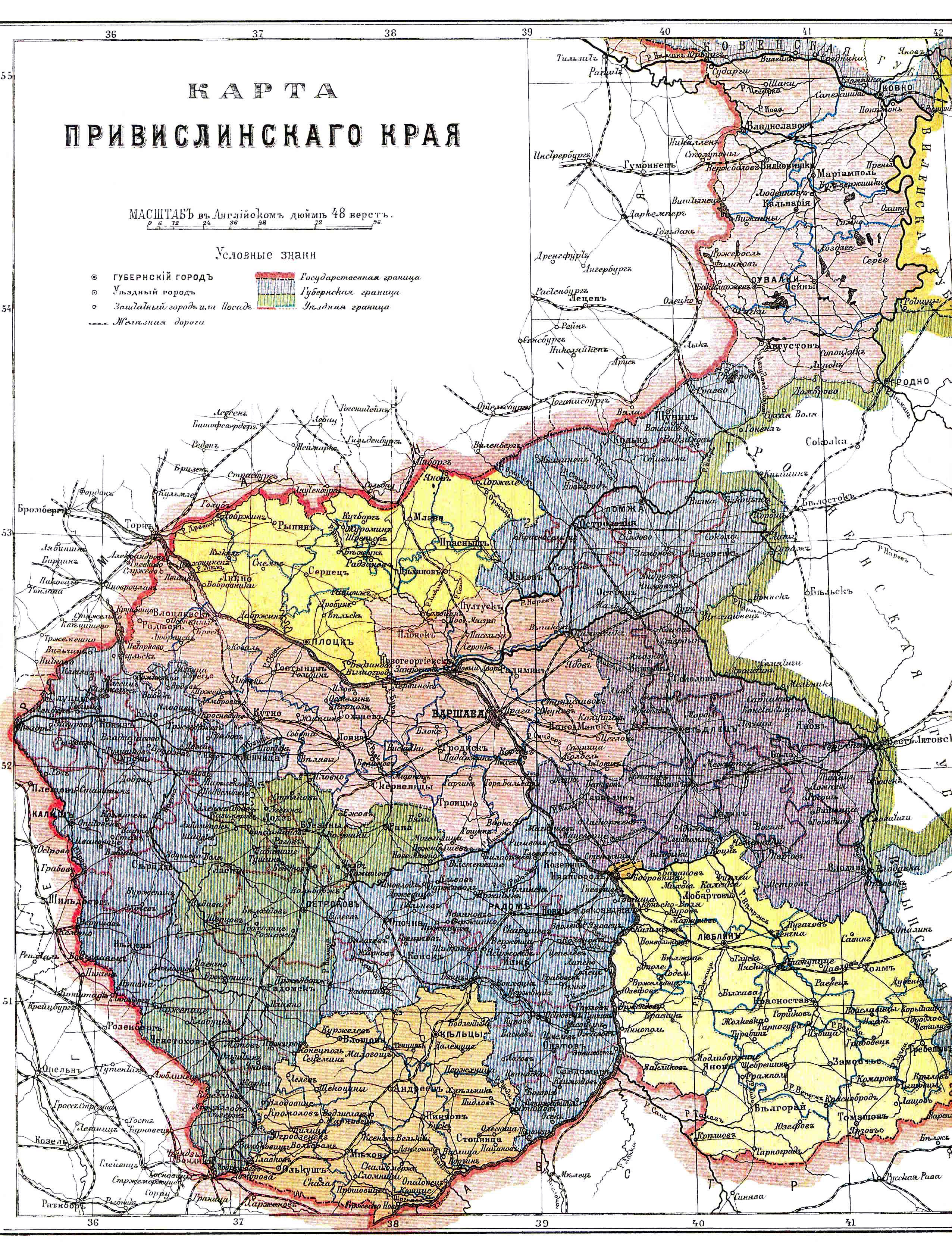
Административное деление царства Польского в 1907 году

В 1867 году в результате преобразований Царство Польское было поделено на 10 губерний:
| Губерния              | Название на польском | Центр                 | Площадь, в тысячах километрах2 | Население, в тысячах, (1905) |
| --------------------- | -------------------- | --------------------- | ------------------------------ | ---------------------------- |
| Варшавская губерния   | Gubernia warszawska  | Варшава               | 17,6                           | 2233                         |
| Калишская губерния    | Gubernia kaliska     | Калиш                 | 11,3                           | 964                          |
| Келецкая губерния     | Gubernia kielecka    | Кельце                | 10,2                           | 899                          |
| Ломжинская губерния   | Gubernia łomżyńska   | Ломжа                 | 10,6                           | 645                          |
| Люблинская губерния   | Gubernia lubelska    | Люблин                | 16,9                           | 1341                         |
| Петроковская губерния | Gubernia piotrkowska | Пётркув-Трыбунальский | 12,2                           | 1640                         |
| Плоцкая губерния      | Gubernia płocka      | Плоцк                 | 9,4                            | 613                          |
| Радомская губерния    | Gubernia radomska    | Радом                 | 12,4                           | 917                          |
| Седлецкая губерния    | Gubernia siedlecka   | Седльце               | 14,3                           | 894                          |
| Сувалкская губерния   | Gubernia suwalska    | Сувалки               | 12,4                           | 629                          |

## 1912
В 1912 году в результате реформы была образована новая Холмская губерния, включавшая части Седлецкой и Люблюнской губерний. Она отделилась от царства Польского и стала частью Юго-Западного края Российской империи.